# Вернер Шрадер
Вернер Шрадер (на немски: Werner Schrader) е германски офицер, участвал в опита за убийство на фюрера Адолф Хитлер от 20 юли 1944 г.

## Ранен живот
През 1914 г. Шрадер доброволно се включва в Пруската армия, където служи по време на Първата световна война. Демобилизиран през 1920 г. с ранг Оберстлейтенант (първи лейтенант). От 1924 до 1927 г. преподава история и немски език в армейско техническо училище във Волфенбютел.
Почти по същото време Шрадер става член на Stahlhelm - паравоенна организация след Първата световна война. Там той се издига до ранг на регионален лидер за Брауншвайг. След нацисткото издигане на власт във Ваймарската република, той категорично се противопоставя на сближаването на Stahlhelm с щурмоваците на Хитлер, като в крайна сметка губи както лидерската си позиция в институцията, така и преподавателския си пост.
През октомври 1931 г. Вернер Шрадер присъства на Конгреса в Харзбург; в присъствието на Адолф Хитлер, той осъжда излишъците на СА. Така след като Адолф Хитлер идва на власт през януари 1933 г., по-късно тази година Шрадер е задържан и изтезаван в един от новопостроените концентрационни лагери. Той успява да избяга от лагера до май 1934 г.

## Нацистка Германия и ВСВ
След бягството си се присъединява към армията от 1 май 1934 г. През 1936 г., при опасност от повторно арестуване, той е назначен в германското военно разузнаване или Абвер от адмирал Вилхелм Канарис като капитан. Служи първо в Мюнхен, след това във Виена, и обратно в Германия до щаба на армията в Цосен, където е повишен в Оберстлейтенант (лейтенант полковник). Във Виена започва да събира доказателства за нацистки престъпления.
След инвазията на Полша през септември 1939 г. Вернер Шрадер се премества в щаба на Върховното командване на германската армия, където събира таен архив – с доклади и снимки – за жестокостите на СС в Полша. Вилхелм Канарис успешно лобира за присъствието на Абвер в щаба на Върховното командване на армията в Цосен. Докато е в отдела за специални задължения, през 1939-1940 г., Шрадер подготвя подробни планове за преврат. През периода от 1939 до 1944 г. Шрадер действа като основен съхранител на различни файлове и документи, свързани със съпротивата, като става един от архивистите на германската съпротива. През 1944 г. той поема и отговорността за подробните документи, съставени от Ханс фон Донани и Ханс Остер. Той по-специално се грижи за личния дневник на своя шеф адмирал Канарис, началник на Абвер и ръководител на германското съпротивително движение срещу Хитлер.

## Заговор от 20 юли
Вернер Шрадер участва в набавянето на взривни вещества за заговора от 20 юли. През юни 1944 г. Весел Фрайтаг фон Лоринговен става шеф на Абвер. До края на юни 1944 г. Вернер Шрадер му предоставя експлозиви и предпазители; те са предадени на Клаус фон Щауфенберг. В същото време, поради назначаването му във военната тайна служба, той отговаря за разследване на подобни взривни вещества. Той успява да саботира тези разследвания. В началото на юли 1944 г. Шрадер се среща с Канарис и го информира за това, което знае за намерението на Щауфенберг. След като опитът за убийство на 20 юли 1944 г. се проваля, Шрадер се самоубива на 28 юли 1944 г. Той оставя бележка с думите: "Няма да отида в затвора; Няма да им позволя да ме измъчват..."
Базираното в Цосен копие на дневника на Канарис е открито на 4 април 1945 г. от генерал Валтер Буле, и други важни документи за съпротивата са открити от Гестапо след самоубийството на Шрадер. В резултат на това групата около Канарис е екзекутирана на 9 април 1945 г. в концентрационните лагери Флосенбюрг и Захсенхаузен. Съпругата на Шрадер – Корнелия и синът му Вернер Волф са арестувани.